# Polychromie

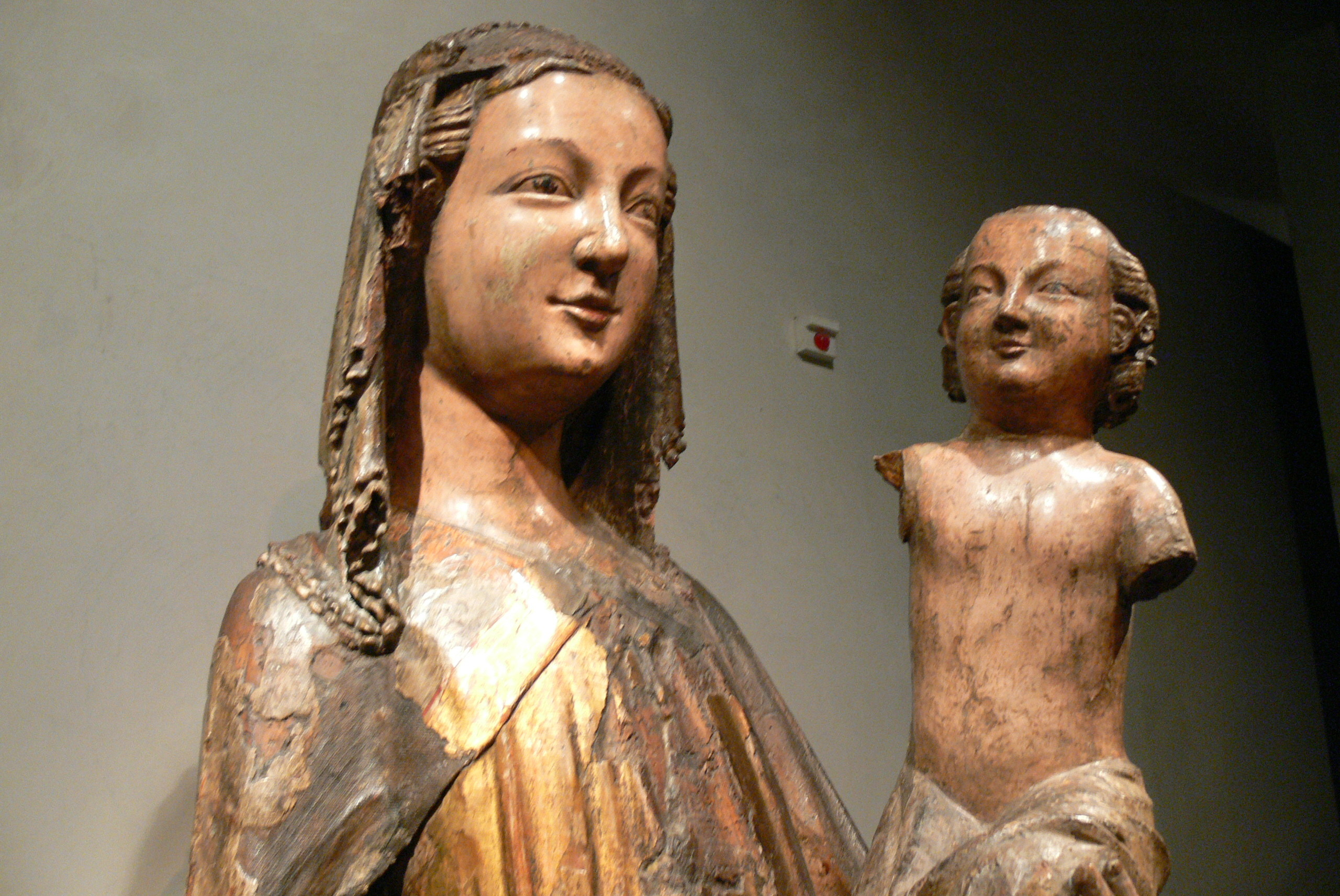
Madona z Rouchovan (NG v Praze, kolem 1320)

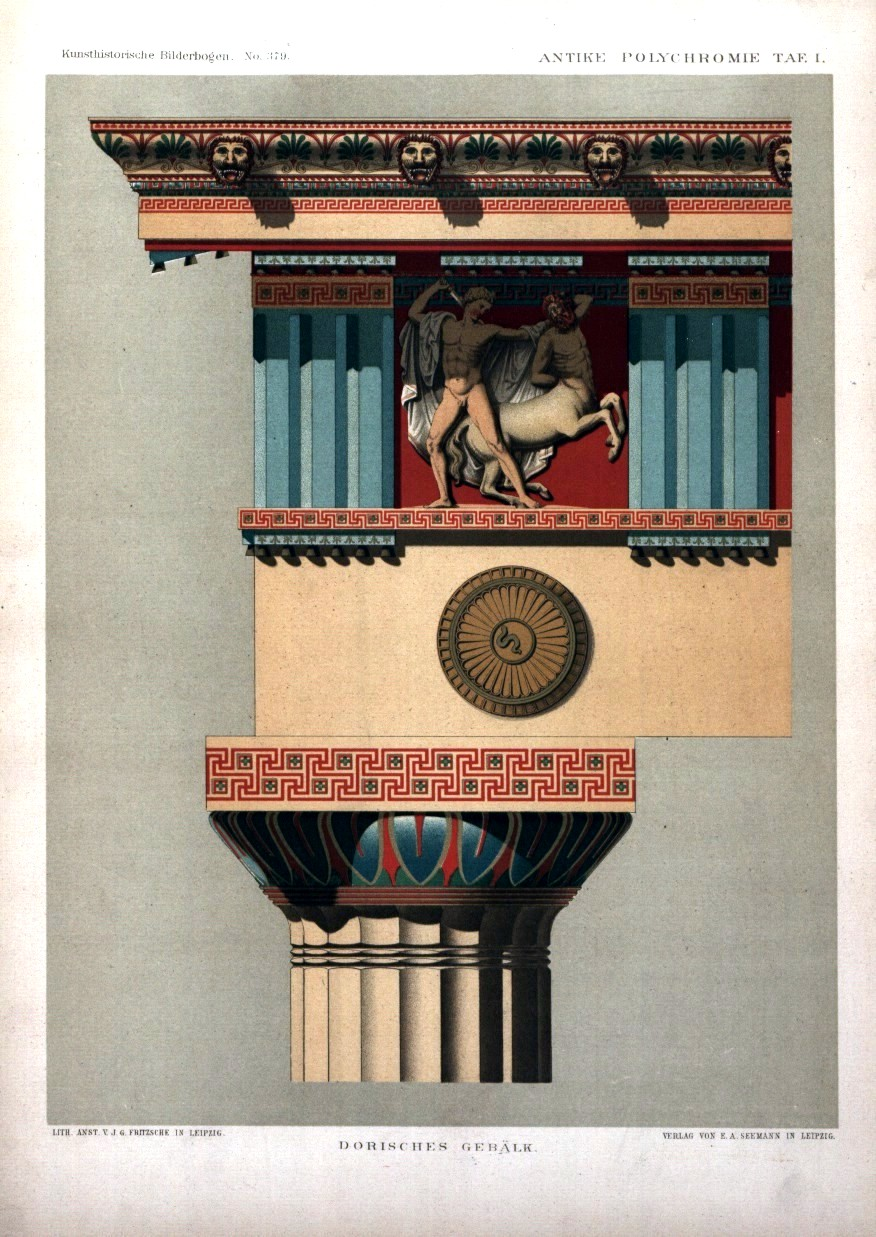
Polychromie dórského chrámu (rekonstrukce)

Polychromie (z řec. πολυχρομος [polychromos], různobarevný) je barevná výzdoba plastik, architektonických detailů, případně i stěn či stropů staveb a materiálů používaných k jejich pokrývání (např. kazetové obložení). Naopak pro rozsáhlé figurativní malby (fresky apod.) se označení polychromie obvykle neužívá. Nátěrem či lakem se předměty také chrání proti povrchovému poškození a povětrnostním vlivům.

## Popis
Úlohou polychromie je zvýraznění a zvýšení estetického působení uměleckého předmětu. Jedná se obvykle o různobarevné dotvoření dřevěných, kamenných nebo štukových plastik, případně i o pokrývání větších ploch barvou. Polychromie jako technika zdobení uměleckých děl je známa již z archaického období starověkého Řecka, velkých kultur v oblasti úrodného půlměsíce, jižní a východní Asie i Střední a Jižní Ameriky. Následně kladla každá kultura, sloh či umělecký směr na polychromii jinou váhu a dávala jí jiný výraz.
- Opakem polychromie je jednobarevná = monochromní výzdoba předmětů, například bílý nátěr dřevěných soch, imitující mramor, nebo zelený nátěr kamenných soch, imitující měděnku bronzu. V historických dobách se tato technika nazývala štafírování a prováděli ji specialisté.
- Polychromii i monochromii doplňovalo a zvýrazňovalo často lokální zlacení (pozlacování).